# Horace-Bénédict de Saussure
Horace-Bénédict de Saussure (ur. 17 lutego 1740 w Conches w gminie Chêne-Bougeries w kantonie Genewa, zm. 22 stycznia 1799 w Genewie) – szwajcarski arystokrata, paleontolog, fizyk, geolog i botanik. Powszechnie uznawany za jednego z najwybitniejszych przyrodników XVIII w. i za inicjatora alpinizmu.

## Życiorys
Był profesorem Uniwersytetu w Genewie (1762-1786). Badał środowisko przyrodnicze Alp (geologię, rzeźbę, klimat). W 1760 r. po raz pierwszy odwiedził Chamonix. Z czasem wyznaczył nagrodę pieniężną dla tego, kto odnajdzie drogę wejściową na szczyt Mont Blanc. Był inicjatorem pierwszego wejścia na ten szczyt w 1786 r. 3 sierpnia 1787 r. sam dokonał drugiego wejścia na Mont Blanc i jako trzeci człowiek w historii (w towarzystwie swego służącego i 18 góralskich przewodników) stanął na szczycie tej góry. Podczas tej wyprawy dokonał pomiarów temperatury, ciśnienia atmosferycznego i wilgotności powietrza. Wówczas obliczył jako pierwszy wysokość szczytu Mont Blanc na 4775 m n.p.m., co biorąc pod uwagę ówczesne możliwości pomiarowe było dobrym wynikiem. W 1785 r. jako pierwszy obliczył stopień geotermiczny.
Od 1788 r. był członkiem Royal Society.
Opublikował m.in. dzieło pt. Voyages dans les Alpes (tom 1-8, 1779-1796), które założyło podwaliny pod nowoczesną naukę o górach typu alpejskiego.
H.-B. de Saussure był ojcem m.in. Mikołaja-Teodora de Saussure, znanego szwajcarskiego fitochemika i botanika oraz Albertine Necker de Saussure, pisarki i tłumaczki.